# 南九州サンクス
南九州サンクス株式会社（みなみきゅうしゅうサンクス、英: MinamiKyushu Sunkus Co.,Ltd.）は、鹿児島県鹿児島市に本社を置いていた、サークルKサンクスのエリアフランチャイズ本部企業である。かつて鹿児島・熊本両県におけるコンビニエンスストア「サンクス」のフランチャイズ事業および店舗運営・開発・経営指導・店舗運営のバックアップを行っていた。
2013年8月21日にローソンの完全子会社（ローソン南九州・ローソン熊本）へコンビニエンスストア事業を譲渡し、南九州サンクスは現在は清算済みである。

## 概要
1998年8月、鹿児島市に本社を持つ総合商社南国殖産株式会社（出資比率81%）と、株式会社サンクスアンドアソシエイツ（当時・同19%）の共同出資で設立された。同年8月21日、エリアフランチャイズ契約を締結。翌年5月22日に九州1号店となる西鹿児島駅前店（鹿児島市中央町）を開店し、2004年5月29日には熊本県への出店を開始した。
2013年3月の時点で、112店舗（鹿児島県85店舗・熊本県27店舗）を出店していた。サークルKサンクスとの契約では宮崎県もエリアに含まれていたが、日配品等の物流インフラが整備されなかったため、出店することはなかった。

## 南九州サンクスにおける独自展開
2007年の南九州サンクス サービス紹介ページによる
- ICカード乗車券のRapiCaを鹿児島市内の一部の店舗で販売（店舗でのチャージは不可）。
- 鹿児島市内の一部店舗では鹿児島市共通商品券[8]を販売し、同市内の全店舗で利用も可能であった。
- サンクスカフェを鹿児島・熊本両県の一部店舗で展開。

## 会社清算へ至る経緯

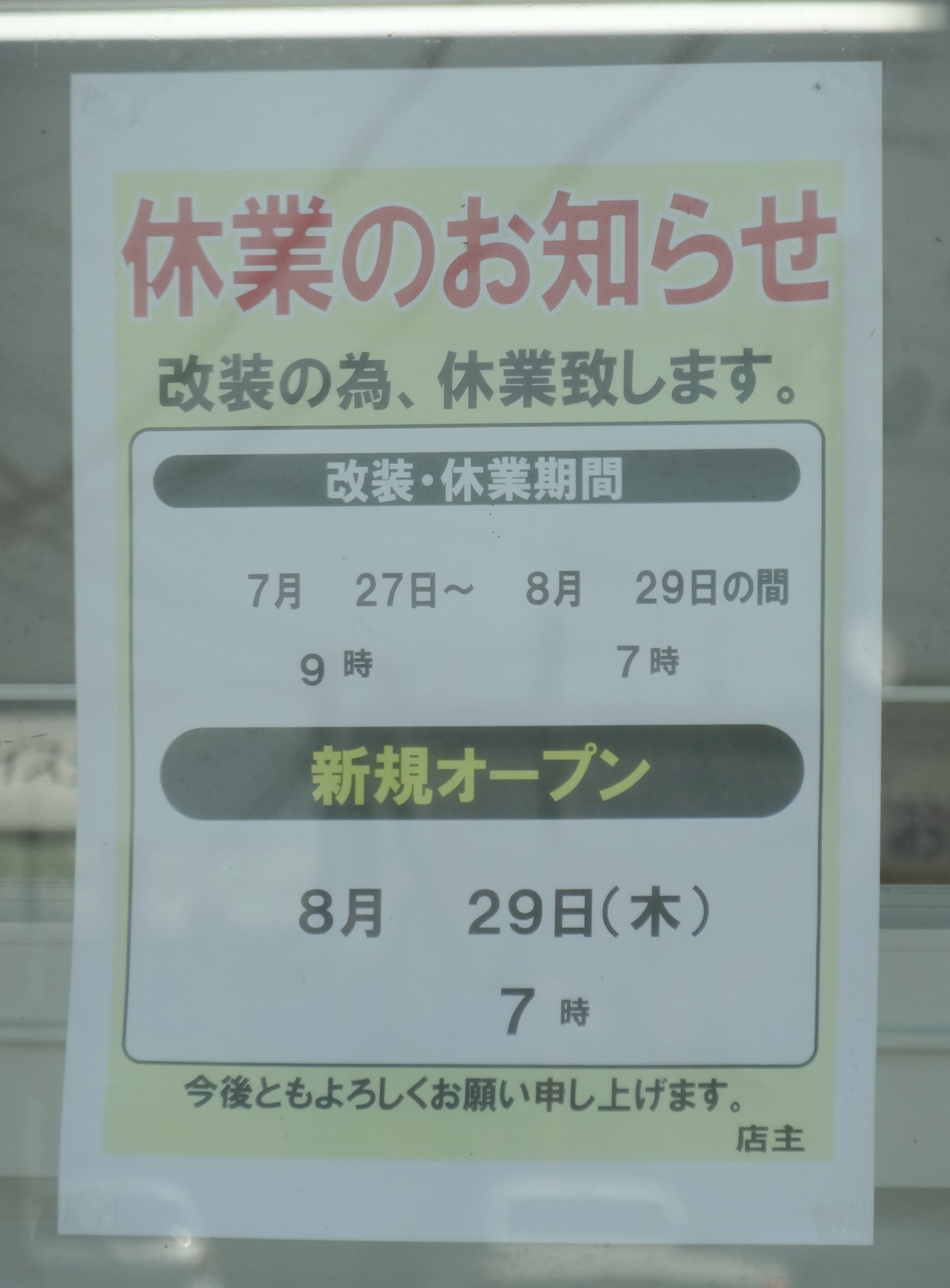
休業・改装と新規オープンの告知。旧・サンクス東四国の店舗（参考画像）とは異なり、ローソンへの転換には触れられていない（鹿児島県内の店舗で撮影）

2011年にセブン-イレブンが鹿児島県へ進出し、同県内ではコンビニ各社の競争が激化したものの、南九州サンクスはオーナーに対して具体的な対抗策を示さず、業績不振に陥る店舗が顕在化するようになった。同県内の店舗数もローソンが119店舗（2013年5月末現在）、ファミリーマート（南九州ファミリーマート運営）が220店舗（同年6月末現在）、セブン-イレブンが113店舗（同年6月末現在）であるのに対し、サンクスは85店舗にとどまっていた。2012年度の売上高も南九州ファミリーマートが524億9,700万円（鹿児島県4位）で前年度比-1.4%であったのに対し、南九州サンクスは147億5,700万円（鹿児島県38位）で前年度比-10.2%であった。
2013年5月、同社は同年8月20日に15年間のエリアフランチャイズ契約が満了するのを機に、鹿児島・熊本両県の全112店舗をローソンに鞍替えする方針を固めたことを明らかにした。同月のオーナーへの説明会では新たに設立するローソンの完全子会社「ローソン南九州」（鹿児島県）と「ローソン熊本」（熊本県）に事業を移管し、南九州サンクスは清算する予定であると表明し、同年6月25日の株主総会にて承認された。
南九州サンクスでは店舗を同社が借り上げ、経営を委託するケースが多く、他地域（旧・サンクス東四国エリアの香川県・徳島県など）のように一部店舗がサンクスとして経営を継続することは困難とみられている一方で、一部オーナーはローソンへの鞍替えに難色を示しており、サンクスとして経営を継続したいオーナーが存在していた。しかし、南九州サンクスは2013年8月12日に、サークルKサンクス側とフランチャイズ契約を8月20日を以て終了することに合意したと発表し、同日の午前中までに鹿児島・熊本両県のサンクス全店舗が閉店することとなった。
東千石店（鹿児島市）は2013年7月16日に閉店し、その他店舗も順次閉店・改装を経て、8月21日以降10月3日までにかけて「ローソン」として開店した。南九州サンクスの112店舗のうち106店舗はローソンへ鞍替えしたが、6店舗（鹿児島県3店舗、熊本県3店舗）は鞍替えせずにそのまま閉店した。南九州サンクスのローソン鞍替えにより鹿児島・熊本両県からはサークルKサンクスの店舗が無くなったが、サークルKサンクス本部は両県への再出店を未定としていた、その後も両県に再進出することはないまま残るサークルKサンクス店舗がファミリーマートに転換・閉店されることで2018年11月30日を以ってサークルK・サンクスの店舗ブランドが消滅した。
なお、熊本県のサンクス店舗を引き継いだローソン熊本は2014年3月1日にローソン本社に合併されている。ローソン南九州は同年に南国殖産が51%の株式を取得し、子会社化している。

## 沿革

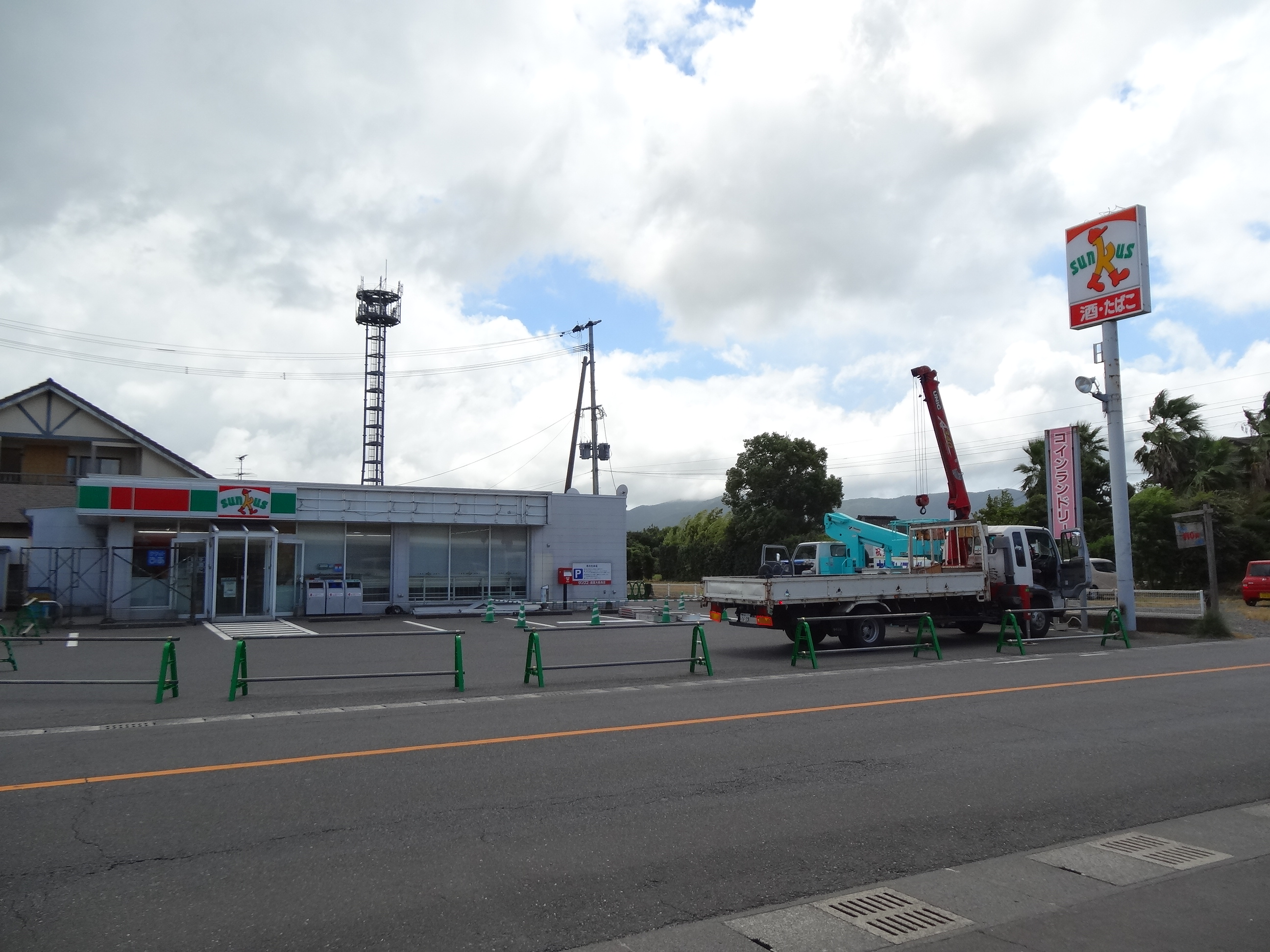
「サンクス」閉店直後の様子。ローソンへの改装に着手している。2013年8月20日正午頃に撮影（鹿屋大姶良店、サークルKサンクス日本最南端店舗でもあった）

- 1998年8月11日 - 南九州サンクス株式会社設立。当初の本社は鹿児島市中央町11-5 南国日本生命ビル3F[21][22]
- 1999年5月22日 - 1号店西鹿児島駅前店開店
- 2001年6月21日 - 大隅半島1号店、垂水中央店（垂水市）開店[23]
- 2003年8月16日 - 南九州サンクス50店舗目、伊集院駅前店（日置郡伊集院町、現・日置市）開店[24]
- 2004年5月29日 - 熊本県出店1号店、水前寺五丁目店・銀座通り店（熊本市）開店[4]
- 2008年8月27日 - 南九州サンクス100店舗目、福山牧之原店（鹿児島県霧島市）開店[25]
- 2009年4月 - 本社を現在地に移転[26]
- 2013年
  - 5月17日 - ローソンの完全子会社として、ローソン南九州（本社・鹿児島市）・ローソン熊本（本社・熊本市）が設立される[12]。同年8月のエリアフランチャイズ契約満了を機に、全店舗をローソンに鞍替えする方針であることが新聞報道される
  - 6月25日 - 株主総会にて、コンビニエンスストア事業を吸収分割によりローソン南九州とローソン熊本へ引き継ぐことが承認される[12]
  - 7月16日 - 東千石店が閉店[17]
  - 8月20日 - サークルKサンクスとのエリアフランチャイズ契約が満了。午前中までに鹿児島・熊本両県のサンクス全店舗が閉店[18]
  - 8月21日 - ローソン南九州・ローソン熊本へコンビニエンスストア事業を譲渡し、ローソン南国センタービル店（旧・サンクス鹿児島中央駅前店）など14店舗が鞍替え1号店として開店[19]
  - 9月30日 - 会社解散。
- 2014年9月25日 - 清算結了。

## 事業所
- 本社 （鹿児島市中央町）
- 熊本エリア本部 （熊本市中央区水前寺）

## 特徴のあった店舗

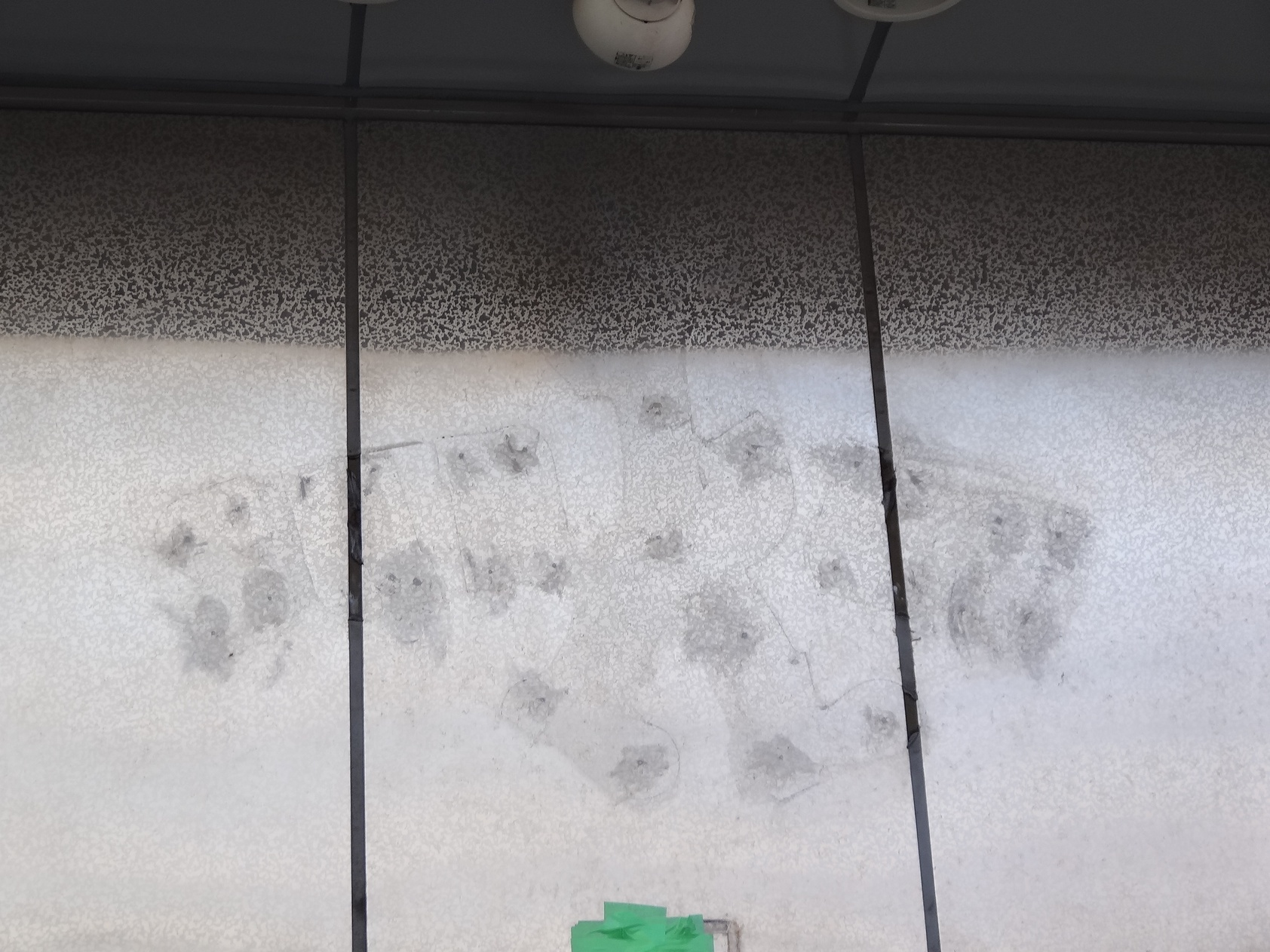
東千石店跡。シルバーサンクスの跡がうっすらと見える。

- 東千石店（鹿児島市） - 看板の赤色をステンレスシルバーに、イートイン・コイン式パソコンスペースあり。南日本銀行ATMが併設されている。2013年7月16日閉店[17]、同年8月21日「ローソン鹿児島東千石店」として開店、この際にコイン式パソコンは撤去[27]。

## コラボレーション
- 薩摩剣士隼人 - 2013年初頭まで南九州サンクスがスポンサーであり、2012年4月には関連商品として「薩摩剣士隼人弁当」「トモダッチおすし弁当」が発売されていた[28]。

## 補足事項
同社はエリアフランチャイズ契約が満了するまで、サークルKサンクス店舗における、日本最西端・最南端店舗の運営に関わっていた。
- 旧・サンクス川内湯田店 （最西端店、所在地図）現在はローソン川内湯田店
- 旧・サンクス鹿屋大姶良店 （最南端店、所在地図）ローソンに転換後、閉店済。